# Kirchdorf (bei Haag in Oberbayern)

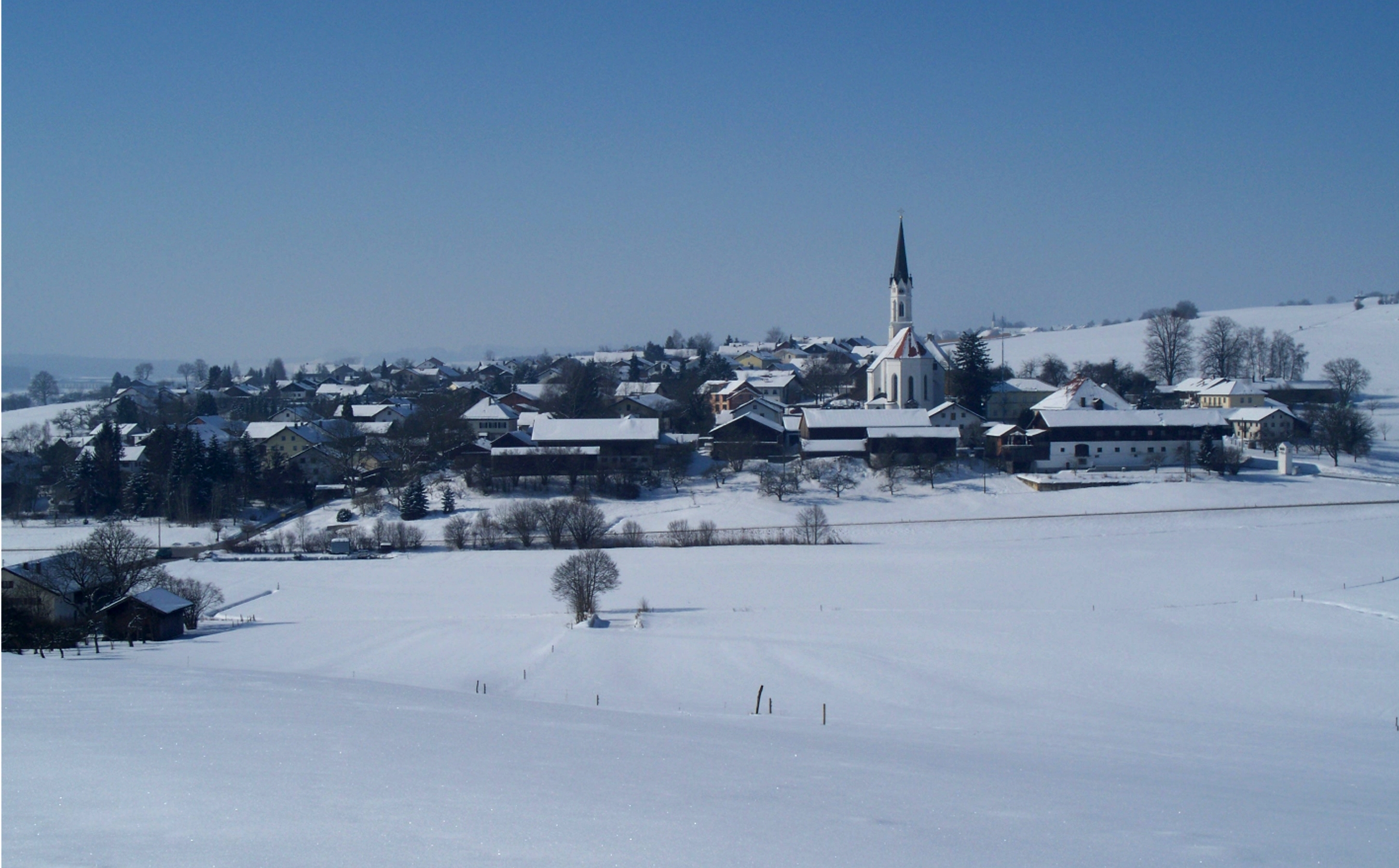
Kirchdorf im Februar 2010

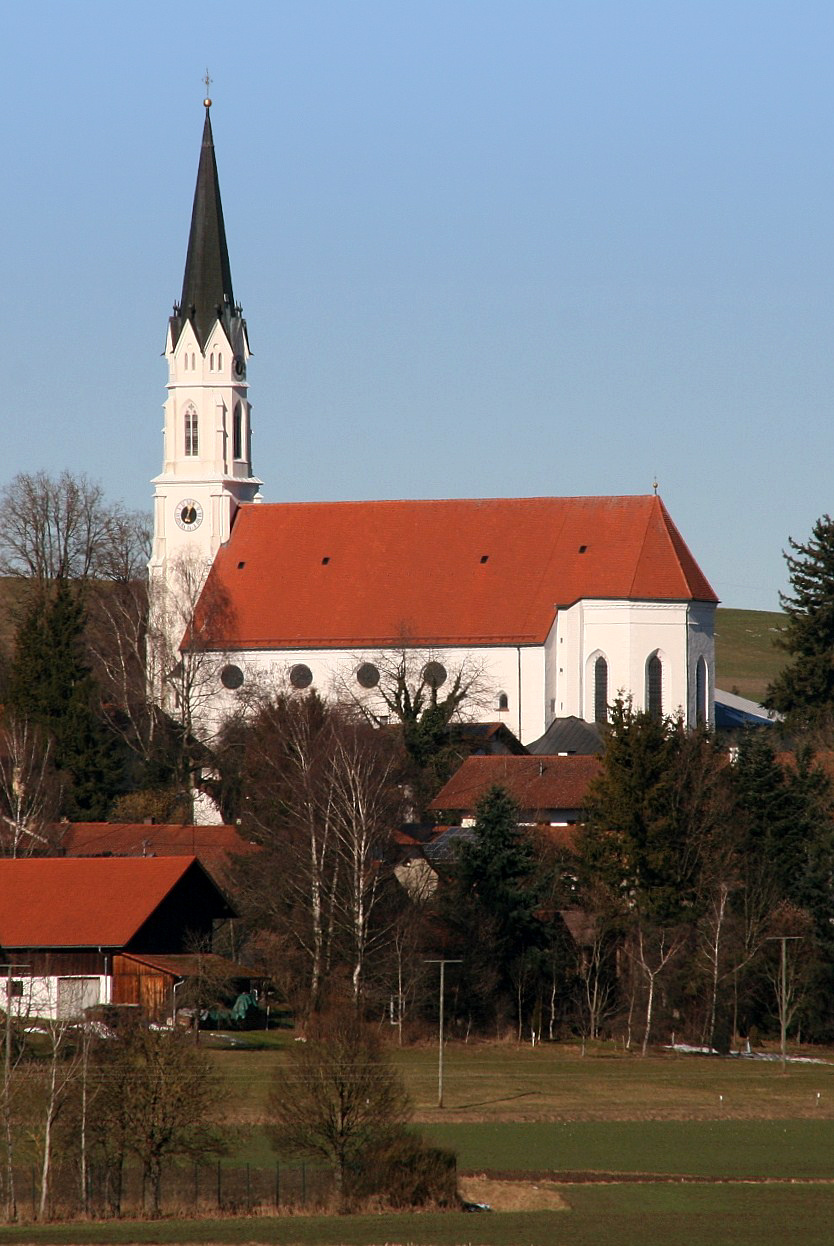
Mariä Himmelfahrt, Kirchdorf

Kirchdorf ist eine Gemeinde im oberbayerischen Landkreis Mühldorf am Inn.

## Geografie

### Geografische Lage
Kirchdorf befindet sich in der Region Südostoberbayern im Alpenvorland auf einer Anhöhe mit Blick über den Nachbarort Haag hinweg auf die Kette der Bayerischen Alpen. Der im Norden des Gemeindegebiets entspringende Ornaubach gilt als südliche Grenze des Gattergebirges. Kirchdorf liegt am Schnittpunkt der Bundesstraßen 15 und 12 rund 20 Kilometer westlich von Waldkraiburg, 17 Kilometer nördlich von Wasserburg, 51 Kilometer östlich der Landeshauptstadt München, 15 Kilometer südlich von Dorfen und 30 Kilometer von der Kreisstadt Mühldorf am Inn entfernt. Die beiden nächstgelegenen Bahnstationen befinden sich in Soyen und Gars am Inn, welche regelmäßig von der Südostbayernbahn bedient werden.

### Gemarkungen
Es gibt die Gemarkungen Berg, Fürholzen und Kirchdorf.

### Gemeindeteile
Kirchdorf hat folgende 50 Gemeindeteile:
- Asen
- Au
- Bach
- Bachmehring
- Berg
- Breitrain
- Diezmanning
- Dimpfl
- Enning
- Esbaum
- Fürholzen
- Gastlhub
- Gritschenöd
- Hacklthal
- Haidhäusl
- Halt
- Hamberg
- Harwand
- Hauptmannstätt
- Hinteröd
- Hinterthan
- Hof
- Höll
- Holz
- Holzhäusl
- Holzöd
- Holzwinkl
- Huch
- Huchhäusl
- Kirchdorf
- Klaus
- Kuglhäusl
- Leimgruben
- Loh
- Lohe
- Loipfiern
- Moosham
- Öd
- Osen
- Pröbstl
- Pürstling
- Rainbach
- Schweigstätt
- Stilln
- Stürzlham
- Wadmühle
- Weißenöd
- Wella
- Wielerstätt
- Wüsthöll

### Nachbargemeinden
- Haag, Oberndorf
- Sankt Wolfgang
- Obertaufkirchen
- Reichertsheim

## Geschichte

### Bis zur Gemeindegründung
Kirchdorf „Pohchurdorf“ wird im Jahre 790 erstmals schriftlich erwähnt. Das in Kirchdorf ansässige Ortsadelsgeschlecht der Gurren von Kirchdorf wird 1140 bis 1245 erwähnt und gründete um 1200 die Freie Grafschaft Haag, zu deren Herrschaftsgebiet Kirchdorf bis 1804 gehörte. Kirchdorf war der kulturelle und religiöse Mittelpunkt der Freien Grafschaft Haag, welche von 1200 bis 1804 bestand. Die Pfarrkirche Mariä Himmelfahrt von Kirchdorf, der (im Jahre 1315) 14 Filialkirchen unterstanden, wurde um 1200 von den Gurren im romanischen Stil erbaut, im Jahre 1472 von Graf Hans VI. von Haag im gotischen Stil neu errichtet und um 1690 barockisiert. Die Krypta von Kirchdorf (Unterkirche) ist die Erbbegräbnisstätte der Reichsgrafen von Haag. Das größte Grabdenkmal dieser Grafen, der Sarkophag des Grafen Ladislaus zu Hag, steht heute im Bayerischen Nationalmuseum in der Eingangshalle. Die Kirche von Kirchdorf beherbergt die Gebeine der Seligen Kasta aus den Katakomben von Rom in einem gläsernen Schrein im linken Seitenaltar.
Kirchdorf gehörte zum Rentamt München und zum Landgericht Haag des Kurfürstentums Bayern. Im Zuge der Verwaltungsreformen in Bayern entstand mit dem Gemeindeedikt von 1818 die heutige Gemeinde.

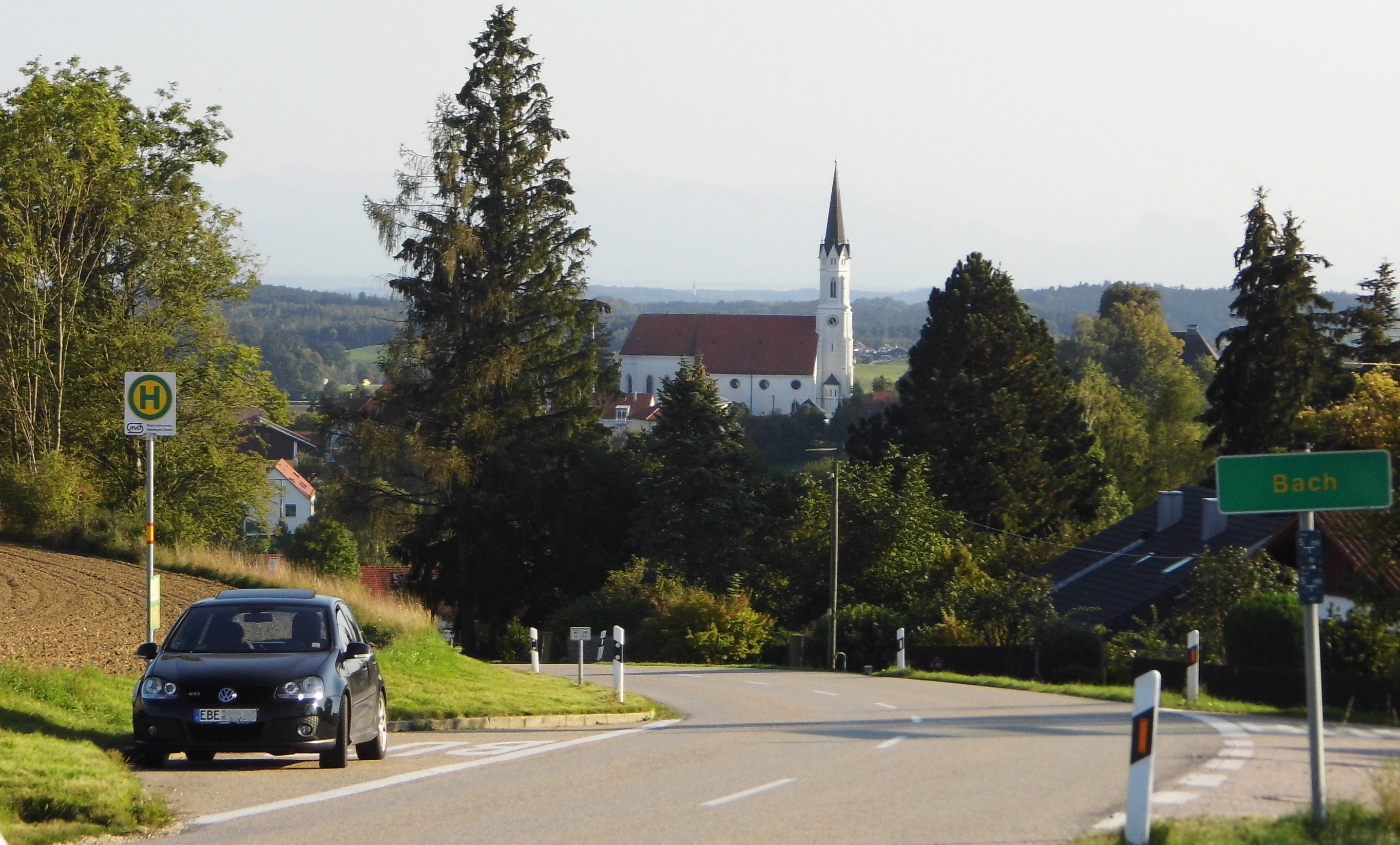
Kirchdorf b. Haag mit kath. Kirche Mariä Himmelfahrt, vom Gemeindeteil Bach aus gesehen

### Eingemeindungen
Im Zuge der Gebietsreform in Bayern wurden am 1. April 1971 die Gemeinden Berg und Fürholzen eingegliedert.

### Einwohnerentwicklung
Zwischen 1988 und 2018 wuchs die Gemeinde von 1182 auf 1355 um 173 Einwohner bzw. um 14,6 %.
- 1961: 1196 Einwohner
- 1970: 1216 Einwohner
- 1987: 1162 Einwohner
- 1991: 1217 Einwohner
- 1995: 1248 Einwohner
- 2000: 1260 Einwohner
- 2005: 1291 Einwohner
- 2010: 1326 Einwohner
- 2015: 1339 Einwohner

## Politik
Bürgermeister ist Christoph Greißl (Freie Wählergem. Kirchdorf).

### Verwaltung
Die Gemeinde ist Mitglied der Verwaltungsgemeinschaft Reichertsheim.

### Wappen
| Wappen Gem. Kirchdorf | Blasonierung: „Durch eine eingeschweifte rote Spitze, darin ein schreitendes, silbernes Pferd, gespalten; vorne in Silber ein durchgehendes blaues Balkenkreuz, hinten in vier Reihen gespickelt von Schwarz und Silber.“ |
| Wappen Gem. Kirchdorf | Wappenbegründung: Das schreitende Pferd erinnert an die historische Verbindung zum Reichsministerialengeschlecht der Gurren von Kirchdorf, die ab 1150 im heutigen Gemeindegebiet nachweisbar sind und sich später Gurren von Haag nannten. Die Gurren von Haag führten wie ihre Rechtsnachfolger in der Reichsgrafschaft Haag eine Gurre (Stute) im Siegel. Das blaue Kreuz weist auf den Gemeindenamen und auf die Pfarrkirche von Kirchdorf hin, die über lange Zeit als Grablege der Grafen von Haag von Bedeutung war. Die Tingierung des Feldes mit dem Kreuz in Silber und Blau erinnert an den Übergang der Grafschaft Haag an das wittelsbachische Herzogtum Bayern im Jahr 1566; im 18. Jahrhundert hatte die Grafschaft einen Sonderstatus als kurbayerische Kabinettsherrschaft. Das von Schwarz und Silber gespickelte Feld ist vom Wappen der Schwarzenecker übernommen, die ebenfalls in Kirchdorf ansässig waren und im Spätmittelalter als Schatzmeister der Grafschaft Haag eine Rolle spielten. Eine Grabplatte des Hans Schwarzenecker, der als Pfarrer von Kirchdorf wirkte, zeigt dieses Wappenbild. Dieses Wappen wird seit 1982 geführt. |

## Wirtschaft und Infrastruktur

### Wirtschaft einschließlich Land- und Forstwirtschaft
2023 gab es 398 sozialversicherungspflichtig Beschäftigte am Arbeitsort, 599 sozialversicherungspflichtig Beschäftigte am Wohnort und 9 Arbeitslose. Im verarbeitenden Gewerbe gab es keine, im Bauhauptgewerbe 4 Betriebe. 2020 bestanden 46 landwirtschaftliche Betriebe mit einer landwirtschaftlich genutzten Fläche von 1243 ha.
Größter Arbeitgeber in der Gemeinde ist die Schletter Solar GmbH (Schletter Group).

### Energie
Drei Solarkraftwerke mit jeweils 100 kW Leistung stehen seit 2003 auf einer Fläche zwischen Öd, Wella und Au.

### Bildung
Es gibt folgende Einrichtungen (Stand 2024):
- Kindergarten: 105 Kindergartenplätze mit 89 Kindern

## Persönlichkeiten
- Christian Grainer (* 1964), Koch, sein Restaurant am Ort ist seit 1999 mit einem Michelinstern ausgezeichnet